# 華桜小桃
華桜 こもも（はなさくら こもも、1974年11月26日 - ）は、日本の漫画家。秋田県雄勝郡東成瀬村出身、横手市（旧平鹿郡十文字町）在住。女性。血液型はA型。家族は夫と男児が2人(現在はどちらも社会人に)。旧名義に華桜小桃のペンネームがある。
2014年に、華桜こもも名義に完全変更した。

## 人物
2000年、『みこすり半劇場』（ぶんか社）にてデビュー。以後、『本当にあったゆかいな話』（竹書房）など、実話系漫画誌を中心に活動している。体験レポート等、自分自身を題材とした作品が多い。『みこすり半劇場』誌上ではヌードを発表したこともある。また、たかの宗美の『主任がゆく!』の文字指定を手伝ったことがある。
近年は家族ネタが主体になった。
2015年4月～6月まで、故郷である東成瀬村の『ふるさと館』で原画展を開催した。

## 作品
- こちらツチノコ幼稚園（みこすり半劇場）
- ミセスぎな奥さん（みこすり半劇場）
- 人妻出会い頭系（みこすり半劇場）
- ミセスぎな奥さん（読者投稿爆笑4コマ魂）
- はな咲くけものみち（まんがくらぶ） ※華桜こもも 名義
- 珍☆妻パラダイス(嘘のような恥ずかしい話)
- 板挟みマダムス！(本当にあった愉快な話)
- ほてりあ～ん(本当にあった愉快な話)
- けだものみち(本当にあった愉快な話)
- 病んでり～ぜと呼ばないで(増刊 本当にあった愉快な話)
- 今夜も突撃！(週刊漫画TIMES)
- おらえのわらしっこ(本当にあった笑える話)
- 突撃!オトナの社会科見学（ぶんか社、全1巻） 2010年4月24日発売 ISBN 978-4821189601
- 息子が思春期をこじらせている(ぶんか社、全1巻)2014年4月12日発売 ISBN 978-4-8211-4376-4
- 満点めし(芳文社)
- 子離れしなくちゃダメですか？(ぶんか社コミック)2015年7月12日発売
- はなまる 時短ごはん (芳文社)
- はなまる ヘルシーごはん (芳文社)
- はなまる 麺づくし (芳文社)